# 林杨
林杨（1923年—），原名柴宝泉，男，直隶（今河北）文安人，中国摄影家，曾任中国摄影家协会常务理事，中国文学艺术界联合会全国委员会委员。